# جان لي غوف
جان لي غوف (بالفرنسية: Jean le Goff)‏ هو مجدف فرنسي، ولد في 22 فبراير 1944 في مونتروج في فرنسا.

## وصلات خارجية
- جان لي غوف على موقع الاتحاد الدولي للتجديف (الإنجليزية)
- جان لي غوف على موقع اللجنة الأولمبية الدولية (الإنجليزية)
- جان لي غوف على موقع أوليمبيديا (الإنجليزية)